# Ohrenbach
Ohrenbach – miejscowość i gmina w Niemczech, w kraju związkowym Bawaria, w rejencji Środkowa Frankonia, w regionie Westmittelfranken, w powiecie Ansbach, wchodzi w skład wspólnoty administracyjnej Rothenburg ob der Tauber. Leży około 33 km na północny zachód od Ansbachu, przy autostradzie A7 na której znajduje się MOP klasy II Ohrenbach.

## Dzielnice
W skład gminy wchodzą następujące dzielnice: 
- Habelsee
- Gailshofen
- Gumpelshofen
- Oberscheckenbach
- Ohrenbach
- Reichardsroth

## Polityka
Rada gminy:
|      | Bezpartyjni | Razem    |
| 2002 | 9           | 9 miejsc |

## Zabytki i atrakcje
- zamek Habelsee
- dom z numerem 51